# Johannes Hibler
Johannes Hibler (Lienz, 1959) è un politico austriaco.
Dal 2003 a 2011 è stato borgomastro di Lienz per il Partito Popolare Austriaco.